# イアン・ソフトリー
イアン・ソフトリー（Iain Softley、1958年11月30日 - ）は、イングランドのロンドン出身の映画監督。

## 略歴
ケンブリッジ大学のクィーンズ・カレッジ卒。『バック・ビート』では監督以外に脚本を担当した。『スケルトン・キー』ではプロデューサーを担当している。

## 監督作品
- 『バック・ビート』Backbeat, 1994年。
- 『サイバーネット』Hackers, 1995年。
- 『鳩の翼』The Wings of the Dove, 1997年。
- 『光の旅人 K-PAX』K-PAX, 2001年。
- 『スケルトン・キー』The Skeleton Key, 2005年。
- 『インクハート/魔法の声』Inkheart, 2008年。
- 『サバイバル・ドライブ』 Curve, 2015年。